# William H. Wilson
William Henry Wilson (* 6. Dezember 1877 in Philadelphia, Pennsylvania; † 11. August 1937 in Santa Barbara, Kalifornien) war ein US-amerikanischer Politiker. Zwischen 1935 und 1937 vertrat er den Bundesstaat Pennsylvania im US-Repräsentantenhaus.

## Werdegang
William Wilson besuchte die öffentlichen Schulen seiner Heimat. Nach einem anschließenden Jurastudium an der University of Pennsylvania und seiner 1899 erfolgten Zulassung als Rechtsanwalt begann er in Philadelphia in diesem Beruf zu arbeiten. Zwischen 1900 und 1909 war er einer der juristischen Vertreter seiner Heimatstadt. Gleichzeitig schlug er als Mitglied der Republikanischen Partei eine politische Laufbahn ein. In den Jahren 1913 bis 1915 saß er als Abgeordneter im Repräsentantenhaus von Pennsylvania; von 1916 bis 1920 leitete er die Behörde für öffentliche Sicherheit in Philadelphia.
Bei den Kongresswahlen des Jahres 1934 wurde Wilson im zweiten Wahlbezirk von Pennsylvania in das US-Repräsentantenhaus in Washington, D.C. gewählt, wo er am 3. Januar 1935 die Nachfolge von James M. Beck antrat. Da er im Jahr 1936 nicht bestätigt wurde, konnte er bis zum 3. Januar 1937 nur eine Legislaturperiode im Kongress absolvieren. Während dieser Zeit wurden dort weitere New-Deal-Gesetze der Roosevelt-Regierung verabschiedet. William Wilson starb am 11. August 1937, nur acht Monate nach dem Ende seiner Legislaturperiode im Kongress, in Santa Barbara.